# エゼルレッド (ウェセックス王)

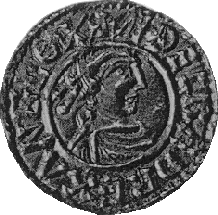
エゼルレッドを象った銀貨

エゼルレッド（Æthelred、古英語: Æþelræd、847年頃 - 871年4月23日）は、イングランドの七王国の一つ、サクソン人のウェセックス王（在位：865年 - 871年）。エゼルレッド1世とも。

## 生涯
在位中は、デーン人の侵略に悩まされ続け、敗戦を重ねた。その中で、のちに王位を継承する弟アルフレッドが副将としてエゼルレッドにつき従って戦い、871年、アッシュダウンの戦いにおいて勝利を収めた。しかし、エゼルレッドはデーン人との戦いの傷がもとで同年死去した。
エゼルヘルム（Ethelhelm）、エゼルワルド（Ethelwald）の2人の息子がいたが、エゼルレッドが死去した際には幼少であったため、王位は弟アルフレッドが継承した。エゼルワルドはアルフレッドの死後の901年に王位継承を主張したが、904/5年に戦死した。